# Петер Мерзебургер
Петер Мерзебургер (на немски: Peter Merseburger) е германски писател и журналист.

## Биография и творчество
Следва немска филология, история и социология. Работи като кореспондент и редактор на Шпигел и на телевизионното предаване Панорама. От 1969 г. е главен редактор за печатните издания на Северногерманското радио (NDR). От 1977 е кореспондент и студио ръководител на немски първи държавен канал (ARD) в различни градове по света: Вашингтон (1977-82), Източен Берлин (1982-87) и Лондон (1987-91). След като се оттегля от телевизията, започва работа като писател. Живее в Берлин и южна Франция. В Германия е известен с биографичните романи за Курт Шумахер и Вили Брант. За биографията на Брант през 2003 получава Немската награда за книги.
Смята, че германската история не трябва да забравя Аушвиц, „катастрофа на цивилизацията“. Въпреки всичко е погрешно историята да се разглежда само от перспективата на националсоциалистическите концентрационни лагери. Добрите идеи допринасят за развитието на историята, лошите водят до катастрофите в нея. Добра идея е просветлението в класическия период, учещо хората сами да си определят съдбата и да не бъдат поданици. Идея с която духът влияе на властта. Обратно лоша идея е националсоциализма или сталинизма, виновни за смъртта на милиони хора. Идея с която властта влияе на духа. Това разбиране го води до написването на романа му за Ваймар: Между Духа и Властта

## Романи
Митът Ваймар. Между Духа и Властта (1998)
Исторически роман за Ваймар, градът-люлка на класическата немска литература, разглеждащ период 16-20 век. В миналото малкото херцогство е принудено да лавира политически за оцеляване и не е сред големите играчи от епохата. Въпреки това успява да привлече и отгледа много за времето си светила на немската култура (Йохан Себастиан Бах, Гьоте, Шилер, Йохан Готлиб Фихте, Франц Лист...). Културната политика е привличане на млади и обещаващи (и поради това не скъпо платени) интелектуалци, даващи им голяма свобода на словото, мисълта и печата. Разглеждат се също връзките към руския царски двор, Наполеон, масони, илюминати, раждането на националните сформирования, получили голям тласък в херцогството и т.н. След преминаването на класическия период, Ваймар именно заради този период, се превръща в средище и източник на национална гордост и вдъхновение, привличайки влиятелни личности за времето си: Рудолф Щайнер, Хари Граф Кеслер (който полага основите на немското 'архитектурно движение' баухаус (нем. строеж)), Ницше. Ницше се мести тежко болен последните си 3 години от живота при сестра му и въпреки краткия период, Ваймар става център на Ницше архива, който по-късно е разпръснат от ГДР-ските власти, като източник на „голямото зло“. Народно-национална група около Адолф Бартелс проправя пътя към властта на Хитлер. Ваймар става първия град (в това число и Тюрингия), в който националсоциалистите печелят (с избори) властта и където се изгражда Бухенвалд. В театъра на Ваймар е свикана същото така и Ваймарската република. Хотел Елефант (немс. слон) (описан и от Томас Ман в романа му Лоте в Ваймар) подслонява или е средище на повечето изброени горни важни личности. Хитлер дори обмисля да премести централата на партията си именно в този хотел. По-късно видни дейци на ГДР и на обединена Германия също биват гости на хотела. Всички тези събития и хора са били убедени, че тълкуват и използват класическите културати правилно. Повечето то тях (вкл. от ГДР и обединена Германия) след това използват Гьоте и Шилер за своите цели. А неподозиращия за последствията от използваното на името му Гьоте ясно е заявял, освен че национална идея му е чужда (но не и духовно-народната) тълкуването извън контекста води до непредвидими изкривявания. Оставайки в сянка, Ваймар играе решаваща роля за немската история и култура. Леко тромавия стил на романа, не успява да помрачи многото интересни факти и наблюдения.